# Bangi (Népal)
Pour les articles homonymes, voir Bangi.
Bangi (en népalais : बाँगी) est un comité de développement villageois du Népal situé dans le district d'Arghakhanchi. Au recensement de 2011, il comptait 4 410 habitants.